# Anomis griseolineata
Anomis griseolineata là một loài bướm đêm trong họ Erebidae.